# جبريل غونزاليس (لاعب كرة قدم)
جبريل غونزاليس (بالإسبانية: Gabriel Gonzalez)‏ (15 فبراير 1988 بولاية ناياريت في المكسيك - ) هو لاعب كرة قدم مكسيكي في مركز الوسط. لعب مع Fresno FC U-23 ‏ وVentura County Fusion ‏ وOrange County SC ‏ ونادي ساكارامينتو ريببلك.

## وصلات خارجية
- جبريل غونزاليس على موقع قاعدة بيانات كرة القدم.إي يو (الإنجليزية)